# Alumnát
Alumnát byl školský (výchovně-vzdělávací) ústav, zejména pro žáky bez prostředků, nejčastěji kněžský (pak jde o synonymum pro kněžský seminář). Alumnáty byly zakládány od reformace, jejich chovanci se nazývají alumni (latinsky alumnus – chovanec). Vůbec první alumnát údajně založil svatý Augustin v severní Africe.
V letech 1783–1790 byly všechny semináře v Rakousku-Uhersku zrušeny a nahrazeny tzv. generálními semináři.
V němčině je (na rozdíl od češtiny) alumnát kromě označení pro kněžský seminář především běžný výraz pro školu spojenou s internátem (studentským domovem) – viz internátní škola. 